# El Comité
El Comité ist eine literarische Gruppe, bestehend aus Schriftstellern und Intellektuellen aus Mexiko und Spanien, die für die Zeitschrift El Comité 1973 schreiben. Das Motto der Gruppe lautet: „Erstellung und Verbreitung literarischer Texte zur kulturellen Entwicklung  der Menschen auf der ganzen Welt“. Der Name El Comité, bezogen auf die Gruppe der Urheber, stammt aus der Publikation, in der sie zusammenarbeiten, und verweist auf ein Redaktionskomitee.

## Geschichte
Am 30. Juli 2012 wurde nach der Gründung durch Meneses Monroy die erste Ausgabe des „El Comité 1973“ veröffentlicht. Seitdem wurde eine wachsende Anzahl von Künstlern in die Künstlergruppe aufgenommen, die diese Publikation veröffentlicht. Unter ihnen sind Asmara Gay, Patricia Oliver und Daniel Olivares Viniegra. Auch bildende Künstler sind in der Gruppe vertreten, etwa Almendra Vergara und Elsa Madrigal.